# Paul Riggenbach
Paul Riggenbach (* 27. März 1960 in Bern) ist ein schweizerischer Komponist, Pianist, Autor und Verleger.

## Leben und Wirken
Paul Riggenbach studierte am Sekundarlehramt in Bern mit Hauptfach Musik und unterrichtete von 1986 bis 1989 Musik an einer Berner Sekundarschule. Danach studierte er Soziologie und promovierte in Musikwissenschaft zum Dr. phil. an der Universität Hamburg. Er lehrte an den Universitäten Hamburg, Lüneburg und Würzburg. Seit 1991 ist er freiberuflicher Arrangeur, Komponist und Pianist.
Als Pianist spielte er u. a. beim Circus Roncalli, in Roncalli’s Appollo Varieté-Theater in Düsseldorf, in der „Catbird Comedy Show“ im Imperialtheater Hamburg mit Kerim Pamuk und Sebastian Schnoy als Mitglied der Begleitband „Freakjazz“. Zudem war er Pianist und musikalischer Leiter beim Musical „Mort“ in den Deichtorhallen Hamburg.
Er veröffentlichte mehrere Alben mit vorwiegend Eigenkompositionen beim Label Odradec und arrangierte u. a. für Klassik Radio und die Symphoniker Hamburg. Seine Arrangements werden weltweit aufgeführt, u. a. vom Portland Symphony Orchestra.
Riggenbach ist Autor und Verleger der Buchreihe „Musik lernen“, Gründer und Geschäftsführer des Notenservice Riggenbach, des Verlags Odradec sowie der jazzinotes Publishing GmbH. Er entwickelte musikwissenschaftliche Methoden, wie musikalische Strukturen –  insbesondere im Bereich der Popularmusik – exakt beschrieben werden können, u. a. in Form von Lead Sheets, Note-for-Note-Transkriptionen und Masken. Damit werden musikalische Strukturen als empirische Daten zugänglich und können gleichzeitig in der musikalischen Praxis reproduziert werden.
Er ist beteiligt an der Filmmusik zu Die weiße Wüste, uraufgeführt 2020 im Auftrag des Filmmuseums München. In Joint Ventures u. a. mit Martin Tingvall, Skip Records und Konstantin Wecker zeichnet er für die Transkriptionen und Notenarrangements.
Riggenbach lebt und arbeitet in Hamburg.

## Diskografie
- 2001: riggenBACH (Piano solo), Odradec Verlag
- 2007: Sublimit (Piano solo), Odradec Verlag
- 2008: Losgelöst (Divan), Odradec Verlag

## Publikationen
- Funktionen von Musik in der modernen Industriegesellschaft. Eine Untersuchung zwischen Empirie und Theorie. Tectum, Marburg 2000, ISBN 3-8288-8168-8
- Empirie-Domino. Empirische Popularmusikforschung in der BRD: ein Vergleich. In: Helmut Rösing, Albrecht Schneider, Martin Pfleiderer (Hrsg.): Musikwissenschaft und populäre Musik. Versuch einer Bestandsaufnahme. Lang, Frankfurt a. M. 2002, ISBN 3-631-50099-8, S. 75–91
- Notenlesen lernen, Bd. 1 der Reihe Musik lernen. Odradec, Hamburg 2008, ISBN 978-3-941109-00-1. (5. Aufl. 2013)
- als Hrsg.: Symbol- und Wörterbuch der Musik. Mit über 700 Notenbeispielen und ergänzenden Beiträgen. Odradec, Hamburg 2010, ISBN 978-3-941109-02-5
- Notenlesen Quiz. Kartenspiel für 1 – 4 Personen. Odradec, Hamburg 2014
- Musikalische Bezeichnungen lernen. Bd. 2 der Reihe Musik lernen, 2. Auflage, Odradec, Hamburg 2016
- Melodie lernen. Hin und Weg vom Grundton. Mit Hör-CD. Bd. 3 der Reihe Musik lernen, 2. Auflage, Odradec, Hamburg 2016
- Harmonie lernen. Harmonielehre des 21. Jahrhunderts. Mit 2 Hör-CDs. Bd. 5 der Reihe Musik lernen, Odradec, Hamburg 2013
- Formen lernen. Möglichkeiten des Komponierens. Bd. 6 der Reihe Musik lernen, Odradec, Hamburg 2021